# Мушково
Мушково (мкд. Мушково) је насеље у Северној Македонији, у северном делу државе. Мушково је у оквиру општине Кратово.

## Географија
Мушково је смештено у северном делу Северне Македоније. Од најближег града, Куманова, село је удаљено 70 km источно.
Село Мушково се налази у историјској области Осогово. Насеље је положено високо, на западним висовима Осоговских планина, на приближно 1.130 метара надморске висине.
Месна клима је планинска због знатне надморске висине.

## Становништво
Мушково је према последњем попису из 2002. године имало 51 становника. Од тога огромну већину чине етнички Македонци.
Претежна вероисповест месног становништва је православље.